# Medadom
Medadom est une plate-forme française d'intermédiation de soins non programmés, éditée par l'entreprise SYNAPSE. Elle propose un service de téléconsultation sans rendez-vous, depuis un terminal connecté à internet ou depuis une cabine équipée de dispositifs médicaux connectés.

## Histoire
L'entreprise SYNAPSE, qui propose ses services sous la marque commerciale Medadom — acronyme de « Médical à domicile » —, est fondée en 2017, par les medecins Charles et Elie-Dan Mimouni et Nathaniel Bern, ingénieur polytechnicien,. Démarrant son activité dans les domaines du conseil et de la prise de rendez-vous en ligne, elle se diversifie, au cours de l'année 2019, dans la téléconsultation et l'installation de bornes dans les pharmacies. Fin 2019, son service est accessible dans deux cents pharmacies et est assuré par environ cent-cinquante professionnels de la santé.
En août 2020, l'entreprise installe une première cabine de télémédecine dans le quartier de Bois-l'Abbé à Champigny-sur-Marne. Le service de vidéo-consultation induit la création de trois emplois. Au cours de l'automne de la même année, le développement national des prestations de santé à distance, suscité par la pandémie de Covid-19, permet à la start-up de réaliser une augmentation de capital de 40 000 000 €.
Mi-2020, Medadom mobilise 80 médecins téléconsultants en médecine générale ou spécialisée.
Fin 2020, SYNAPSE embauche une trentaine de salariés, et déploye 350 bornes connectées de téléconsultation médicale dans des pharmacies.
En février 2021, Medadom entre dans le classement French Tech 120, ce qui lui garantit le soutien de l'État français[Comment ?] durant l'année 2021. 

Medadom installe 4 300 bornes en France[Quand ?].

## Services et activités
Le service de téléconsultation Medadom met en relation médecins et patients via une plate-forme web accessible sur tout support connecté à internet, tel qu'un ordinateur, un smartphone, une tablette tactile ou une borne connectée disponible en pharmacie,,.
Selon Var Matin, Medadom démocratise l'accès aux soins de santé en ligne.
Grâce à ces consultations virtuelles, Medadom permet à des patients d'accéder à des consultations médicales à distance, en particulier dans les zones où l'accès à internet ou à des services de médecine peut être limité.

## Engagement envers la qualité et la sécurité
L'entreprise met en œuvre des mécanismes de contrôle qualité[Lesquels ?] pour les patients.